# Josef Scheungraber
Josef Eduard Scheungraber (1918) is een Duitse oorlogsmisdadiger. Tijdens de Tweede Wereldoorlog was hij in het Italiaanse dorp Falzano di Cortona, in Toscane, commandant van een bataljon Gebirgsjäger. 

## Moordpartij
Scheungraber wordt ervan verdacht op 26 juni 1944 opdracht te hebben gegeven tot het doden van in totaal veertien burgers uit Falzano di Cortona. Een Italiaanse rechtbank in La Spezia veroordeelde hem en een andere Duitse ex-militair op 28 september 2006 al bij verstek tot een levenslange gevangenisstraf, vanwege hun aandeel in de moordpartij, maar omdat Duitsland zijn burgers niet uitlevert bleef Scheungraber op vrije voeten.
De moordpartij betrof een vergeldingsmaatregel voor het doden van twee Duitse soldaten. De toen 25-jarige Scheungraber gaf daarop dezelfde dag de opdracht tot executie van vier toevallige passanten (drie mannen en een 74-jarige vrouw). Vervolgens werd op zijn bevel ook nog een boerderijschuurtje met dynamiet opgeblazen, waarin hij elf burgers had laten samendrijven. Tien ervan, in de leeftijd van 16 tot 66, kwamen bij de explosie om het leven. Een vijftienjarige jongen overleefde het voorval.

## Proces
Op 15 september 2008 verscheen de inmiddels 90-jarige Scheungraber alsnog voor de rechter in München. 
Scheungraber ontkende alle beschuldigingen. Zijn advocaten gaven daarbij aan, dat er geen bewijs is dat hun cliënt schuldig is en dat deze zich toen bovendien elders bevond. Bovendien meenden zij, dat zijn gehoorvermogen dusdanig slecht is, dat hij niet zou kunnen begrijpen wat er zou worden gezegd. De rechtbankpresident antwoordde hierop, dat dit geen beletsel kon zijn en dat er maatregelen zouden worden genomen om dit vermeende probleem te verhelpen. Het vervolgen van lagere officieren voor oorlogsmisdaden is redelijk zeldzaam, bovendien zijn soortgelijke misdaden jegens Duitse en Duitsgezinden tijdens de oorlog nooit vervolgd.
Scheungraber leefde na de oorlog in Ottobrunn, nabij München. In zijn woonplaats stond hij bekend als eerzaam burger, zat twintig jaar in de gemeenteraad en was erecommandant van de brandweer. Bovendien werd hij in 2005 onderscheiden met de Bürgermedaille vanwege zijn verdiensten voor de samenleving.
Op het proces legden negentien nabestaanden van slachtoffers van de moordpartij een getuigenis af, net als de enige overlevende van de explosie, in later leven politieagent. Op 11 augustus 2009 bevond de rechtbank in München Josef Scheungraber schuldig aan tienvoudige moord en veroordeelde hem tot een levenslange gevangenisstraf.